# Wang Zhelin
Wang Zhelin (nacido el 20 de enero de 1994 en Fuzhou, Fujian, China) es un baloncestista chino que actualmente pertenece a los Shanghai Sharks de la CBA. Con 2,13 de estatura, juega en la posición de pívot.

## Trayectoria deportiva
Wang Zhelin comenzó su carrera profesional con los Fujian Sturgeons de la liga china y que en 2013 fue designado rookie del año en la CBA, con unos promedios de 20.3 puntos y 12.9 rebotes por encuentro.
Fue elegido en la quincuagésimo séptima posición del Draft de la NBA de 2016 por Memphis Grizzlies. Aunque no fue reclamado y siguió jugando en los Fujian Sturgeons.
En 2021, firma por los Shanghai Sharks.

### Selección nacional
Durante agosto y septiembre de 2023 fue integrante de la selección de China que participó en el Mundial de 2023 celebrado en Asia, y que finalizó en vigesimonoveno lugar.